# Révélations (Buffy)
Pour les articles homonymes, voir Révélations.
Révélations est le 7e épisode de la saison 3 de la série télévisée Buffy contre les vampires.

## Résumé
Gwendolyn Post, qui se présente comme la nouvelle observatrice de Faith, arrive en ville. Elle informe le groupe qu'un démon, Lagos, est en route vers Sunnydale et qu'il est à la recherche d'une arme appelée le gant de Myneghon. Buffy en informe Angel alors que Giles fait des recherches et découvre l'emplacement du gant. Alex et Willow s'embrassent encore et Alex, qui se sent coupable, part à la recherche du gant et découvre qu'Angel est en vie. Il le suit et voit Buffy l'embrasser, alors qu'il s'avère qu'Angel a retrouvé le gant. Alex va prévenir le reste du groupe de sa découverte, Giles reprochant alors sévèrement à Buffy de ne pas l'avoir averti. Plus tard, Giles informe Gwendolyn Post que c'est Angel qui détient le gant et se fait aussitôt assommer par l'observatrice. De son côté, Alex révèle à Faith qu'Angel est de retour et la Tueuse décide alors de l'éliminer.
Gwendolyn Post arrive chez Angel et, se faisant passer pour une amie de Giles, s'empare du gant. Faith arrive sur ces entrefaites et s'en prend à Angel mais est interrompue par l'arrivée de Buffy. Gwendolyn persuade Faith que Buffy est du mauvais côté. Les deux Tueuses commencent à se battre jusqu'à ce que Gwendolyn mette le gant et l'utilise pour projeter des éclairs, révélant ainsi sa duplicité. Faith détourne l'attention de Gwendolyn et Buffy en profite pour lui trancher la main. Gwendolyn est alors incinérée par l'un de ses propres éclairs. Giles découvre plus tard qu'elle avait été renvoyée du Conseil des Observateurs depuis plusieurs années et le Scooby-gang renouvelle sa confiance à Buffy alors que Faith se sent plus seule que jamais.

## Statut particulier
Noel Murray, du site The A.V. Club, évoque un épisode qui sert principalement à « mettre en place le décor pour les suivants et à rappeler que les secrets, s'ils peuvent être un mal nécessaire pour M. Tout-le-monde, sont mortels dans l'entourage de la Tueuse ». Pour la BBC, l'épisode est parsemé de « scènes tendues » et « le scénario compte astucieusement sur les attentes des téléspectateurs », s'appuyant pour cela sur « l'interprétation maniérée de Serena Scott Thomas ». Mikelangelo Marinaro, du site Critically Touched, lui donne la note de A, estimant que c'est « le meilleur épisode de la saison jusqu'à présent », qu'il apporte beaucoup au niveau du développement des personnages et comporte « des dialogues intéressants et de formidables effets spéciaux », ses seuls défauts étant « un rythme un peu trop lent » et la découverte peu surprenante des véritables motivations de Gwendolyn Post.

## Distribution

### Acteurs et actrices crédités au générique
- Sarah Michelle Gellar : Buffy Summers
- Nicholas Brendon : Alexander Harris
- Alyson Hannigan : Willow Rosenberg
- Charisma Carpenter : Cordelia Chase
- David Boreanaz : Angel
- Seth Green : Oz
- Anthony Stewart Head : Rupert Giles

### Acteurs et actrices crédités en début d'épisode
- Serena Scott Thomas : Gwendolyn Post
- Eliza Dushku : Faith Lehane

### Acteurs et actrices crédités en fin d'épisode
- Jason Hall : Devon MacLeish